# Saltos ornamentais nos Jogos Olímpicos de Verão de 2008 - Plataforma 10 m individual masculino
A competição da plataforma de 10 m individual masculino dos saltos ornamentais nos Jogos Olímpicos de Verão de 2008 foi realizada em 22 e 23 de agosto no Centro Aquático Nacional de Pequim.
A competição de saltos ornamentais foi composta de 3 fases. Na primeira, os 29 atletas executam seis saltos. O 18 atletas mais bem colocados se classificaram para as semifinais. Novamente, cada atleta executa seis saltos e os 12 mais bem colocados avançaram para as finais. A cada nova fase, os resultados da fase anterior foram desconsiderados. Nas finais, os atletas executam mais seis saltos.
Cada salto foi avaliado por sete juízes, com notas de zero a dez e incremento de meio (0,5) ponto. Dessas sete notas, foram descartadas a nota mais baixa e a mais alta. As demais notas foram somadas, multiplicadas por 0,6 e depois multiplicada pelo grau de dificuldade do salto. Este foi o valor atribuído ao salto.

## Calendário
| Agosto                         | Agosto | 6 | 7 | 8 | 9 | 10 | 11 | 12 | 13 | 14 | 15 | 16 | 17 | 18 | 19 | 20 | 21 | 22 | 23 | 24 |
| ------------------------------ | ------ | - | - | - | - | -- | -- | -- | -- | -- | -- | -- | -- | -- | -- | -- | -- | -- | -- | -- |
| Plataforma 10 m ind. masculino |        |   |   |   |   |    |    |    |    |    |    |    |    |    |    |    |    | P  | F  |    |

|  | Dia de competição |  | Dia de final |

## Medalhistas
| Ouro   | AUS Mattew Mitcham |
| Prata  | CHN Zhou Lüxin     |
| Bronze | RUS Gleb Galperin  |

## Resultados

### Preliminar
Os 18 atletas mais bem classificados após os seis saltos avançaram para a etapa semifinal. Esses foram os resultados da fase preliminar:
| Posição | Atleta                  | Saltos | Saltos | Saltos | Saltos | Saltos | Saltos | Total  |
| Posição | Atleta                  | 1      | 2      | 3      | 4      | 5      | 6      | Total  |
| ------- | ----------------------- | ------ | ------ | ------ | ------ | ------ | ------ | ------ |
| 1       | CHN Zhou Lüxin          | 78,00  | 91,80  | 94,50  | 99,00  | 86,40  | 90,10  | 539,80 |
| 2       | AUS Matthew Mitcham     | 76,50  | 92,40  | 91,20  | 79,90  | 78,40  | 91,20  | 509,60 |
| 3       | RUS Gleb Galperin       | 89,60  | 70,40  | 75,00  | 70,95  | 95,20  | 98,80  | 499,95 |
| 4       | GBR Peter Waterfield    | 81,00  | 86,40  | 76,80  | 80,85  | 83,30  | 89,30  | 497,65 |
| 5       | AUS Mathew Helm         | 81,00  | 73,60  | 78,40  | 88,20  | 71,40  | 91,80  | 484,40 |
| 6       | USA David Boudia        | 64,50  | 86,40  | 84,00  | 78,20  | 77,40  | 91,20  | 481,70 |
| 7       | USA Thomas Finchum      | 84,80  | 76,50  | 81,60  | 74,80  | 72,60  | 86,70  | 477,00 |
| 8       | CHN Huo Liang           | 81,00  | 81,60  | 85,75  | 52,20  | 85,00  | 87,40  | 472,95 |
| 9       | MEX Rommel Pacheco      | 76,50  | 78,40  | 76,80  | 84,15  | 69,70  | 79,90  | 465,45 |
| 10      | GER Sascha Klein        | 83,20  | 84,00  | 66,50  | 82,80  | 76,50  | 60,80  | 453,80 |
| 11      | CUB José Antonio Guerra | 73,50  | 50,40  | 83,20  | 59,40  | 96,90  | 79,80  | 443,20 |
| 12      | GBR Thomas Daley        | 68,00  | 72,00  | 86,40  | 72,00  | 82,50  | 59,50  | 440,40 |
| 13      | BLR Vadim Kaptur        | 72,00  | 78,40  | 65,10  | 62,70  | 78,20  | 76,50  | 432,90 |
| 14      | CAN Riley McCormick     | 81,60  | 70,95  | 48,00  | 79,90  | 69,00  | 76,50  | 425,95 |
| 15      | CAN Reuben Ross         | 76,50  | 86,40  | 64,00  | 59,50  | 62,70  | 76,50  | 425,60 |
| 16      | CUB Jeinkler Aguirre    | 84,00  | 70,95  | 43,40  | 65,60  | 68,00  | 91,80  | 423,75 |
| 17      | GER Patrick Hausding    | 72,00  | 59,20  | 73,60  | 48,60  | 81,60  | 88,40  | 423,40 |
| 18      | COL Juan Urán           | 74,80  | 72,00  | 59,20  | 65,60  | 81,60  | 64,80  | 418,00 |
| 19      | BRA Hugo Parisi         | 63,00  | 72,00  | 57,75  | 79,20  | 61,20  | 79,80  | 412,95 |
| 20      | UKR Kostyantyn Milyayev | 67,50  | 62,40  | 52,70  | 76,80  | 73,10  | 77,55  | 410,05 |
| 21      | BLR Aliaksandr Varlamau | 67,50  | 67,20  | 67,20  | 60,90  | 79,20  | 64,60  | 406,60 |
| 22      | MEX Germán Sánchez      | 76,50  | 66,00  | 71,40  | 58,90  | 68,80  | 57,75  | 399,35 |
| 23      | ROU Constantin Popovici | 72,00  | 71,40  | 76,80  | 72,00  | 27,00  | 73,10  | 392,30 |
| 24      | BRA Cassius Duran       | 73,60  | 67,20  | 51,30  | 81,60  | 61,50  | 54,45  | 389,65 |
| 25      | ITA Francesco Dell'Uomo | 81,00  | 72,00  | 74,40  | 71,40  | 59,40  | 30,60  | 388,80 |
| 26      | MAS Bryan Nickson Lomas | 72,00  | 68,85  | 44,80  | 49,50  | 74,40  | 74,80  | 384,35 |
| 27      | RUS Oleg Vikulov        | 72,00  | 75,20  | 56,00  | 45,00  | 81,60  | 45,60  | 375,40 |
| 28      | PHI Rexel Ryan Fabriga  | 54,00  | 56,00  | 50,75  | 62,70  | 64,00  | 71,40  | 358,85 |
| 29      | UKR Anton Zakharov      | 67,50  | 34,20  | 70,40  | 57,75  | 39,10  | 76,00  | 344,95 |
| 30      | PRK Kim Chon-man        | 75,00  | 70,40  | 41,40  | 33,25  | 25,50  | 83,30  | 328,85 |

### Semifinal
Os 12 atletas mais bem classificados após os seis saltos avançaram para a etapa final. Esses foram os resultados da semifinal:
| Posição | Atleta                  | Saltos | Saltos | Saltos | Saltos | Saltos | Saltos | Total  |
| Posição | Atleta                  | 1      | 2      | 3      | 4      | 5      | 6      | Total  |
| ------- | ----------------------- | ------ | ------ | ------ | ------ | ------ | ------ | ------ |
| 1       | CHN Huo Liang           | 81,00  | 92,80  | 96,25  | 91,80  | 96,90  | 91,20  | 549,95 |
| 2       | AUS Matthew Mitcham     | 73,50  | 89,10  | 86,40  | 95,20  | 81,60  | 106,40 | 532,20 |
| 3       | CHN Zhou Lüxin          | 76,50  | 95,20  | 94,50  | 97,20  | 88,00  | 74,80  | 526,20 |
| 4       | RUS Gleb Galperin       | 88,00  | 65,60  | 81,00  | 90,75  | 86,70  | 96,90  | 508,95 |
| 5       | USA David Boudia        | 73,50  | 76,80  | 78,75  | 85,00  | 88,20  | 89,30  | 491,55 |
| 6       | AUS Mathew Helm         | 81,00  | 84,80  | 78,40  | 84,60  | 64,60  | 91,80  | 485,20 |
| 7       | USA Thomas Finchum      | 81,60  | 69,00  | 73,60  | 78,20  | 84,15  | 88,40  | 474,95 |
| 8       | GBR Thomas Daley        | 71,40  | 72,00  | 76,80  | 86,40  | 89,10  | 62,90  | 458,60 |
| 9       | MEX Rommel Pacheco      | 76,50  | 78,40  | 70,40  | 89,10  | 78,20  | 61,20  | 453,80 |
| 10      | GER Patrick Hausding    | 73,50  | 76,80  | 75,20  | 61,20  | 79,90  | 86,70  | 453,30 |
| 11      | CUB José Antonio Guerra | 76,50  | 81,00  | 76,80  | 46,20  | 91,80  | 66,50  | 438,80 |
| 12      | COL Juan Urán           | 79,90  | 66,00  | 54,40  | 76,80  | 81,60  | 77,40  | 436,10 |
| 13      | GBR Peter Waterfield    | 81,00  | 72,00  | 70,40  | 90,75  | 40,80  | 76,00  | 430,95 |
| 14      | BLR Vadim Kaptur        | 67,50  | 70,40  | 68,20  | 47,85  | 86,70  | 79,90  | 420,55 |
| 15      | CUB Jeinkler Aguirre    | 79,50  | 64,35  | 69,75  | 81,60  | 35,70  | 83,30  | 414,20 |
| 16      | CAN Riley McCormick     | 65,60  | 54,45  | 72,00  | 49,30  | 73,50  | 76,50  | 391,35 |
| 17      | CAN Reuben Ross         | 67,50  | 81,60  | 54,40  | 71,40  | 47,85  | 68,00  | 390,75 |
| 18      | GER Sascha Klein        | 76,80  | 78,75  | 70,00  | 43,20  | 47,60  | 66,50  | 382,85 |

### Final
Esses foram os resultados da final:
| Posição | Atleta                  | Preliminar | Preliminar | Semifinal | Semifinal | Saltos | Saltos | Saltos | Saltos | Saltos | Saltos | Total  |
| Posição | Atleta                  | Pontos     | Pos.       | Pontos    | Pos.      | 1      | 2      | 3      | 4      | 5      | 6      | Total  |
| ------- | ----------------------- | ---------- | ---------- | --------- | --------- | ------ | ------ | ------ | ------ | ------ | ------ | ------ |
|         | AUS Matthew Mitcham     | 509,60     | 2          | 532,20    | 2         | 73,50  | 97,35  | 76,80  | 91,80  | 86,40  | 112,10 | 537,95 |
|         | CHN Zhou Lüxin          | 539,80     | 1          | 526,20    | 3         | 84,00  | 93,50  | 96,25  | 91,80  | 92,80  | 74,80  | 533,15 |
|         | RUS Gleb Galperin       | 499,95     | 3          | 508,95    | 4         | 83,20  | 75,20  | 85,50  | 85,80  | 93,50  | 102,60 | 525,80 |
| 4       | CHN Huo Liang           | 472,95     | 8          | 549,95    | 1         | 82,50  | 84,80  | 91,00  | 86,40  | 78,20  | 85,50  | 508,40 |
| 5       | CUB José Antonio Guerra | 443,20     | 11         | 438,80    | 11        | 76,50  | 93,60  | 91,20  | 77,55  | 71,40  | 96,90  | 507,15 |
| 6       | AUS Mathew Helm         | 484,40     | 5          | 485,20    | 6         | 72,00  | 75,20  | 81,60  | 77,40  | 74,80  | 86,70  | 467,70 |
| 7       | GBR Thomas Daley        | 440,40     | 12         | 458,60    | 8         | 81,60  | 78,00  | 76,80  | 78,40  | 84,15  | 64,60  | 463,55 |
| 8       | MEX Rommel Pacheco      | 465,45     | 9          | 453,80    | 9         | 73,50  | 75,20  | 64,00  | 79,20  | 86,70  | 81,60  | 460,20 |
| 9       | GER Patrick Hausding    | 423,40     | 17         | 453,30    | 10        | 76,50  | 86,40  | 73,60  | 91,80  | 45,90  | 74,10  | 448,30 |
| 10      | USA David Boudia        | 481,70     | 6          | 491,55    | 5         | 80,50  | 84,80  | 75,25  | 81,60  | 75,60  | 43,70  | 441,45 |
| 11      | COL Juan Urán           | 418,00     | 18         | 436,10    | 12        | 81,60  | 63,00  | 76,80  | 76,80  | 68,00  | 48,60  | 414,80 |
| 12      | USA Thomas Finchum      | 477,00     | 7          | 474,95    | 7         | 48,00  | 72,00  | 65,60  | 61,20  | 80,85  | 85,00  | 412,65 |